# Megaciella ochotensis
Megaciella ochotensis är en svampdjursart som först beskrevs av Koltun 1959.  Megaciella ochotensis ingår i släktet Megaciella och familjen Acarnidae. Inga underarter finns listade i Catalogue of Life.